# Rafflesia gadutensis
Rafflesia gadutensis är en tvåhjärtbladig växtart som beskrevs av W. Meijer. Rafflesia gadutensis ingår i släktet Rafflesia, och familjen Rafflesiaceae. Inga underarter finns listade i Catalogue of Life.